# La zona muerta
La zona muerta es una novela del escritor Stephen King, publicada en 1979. La obra sigue la historia de Johnny Smith, quien resulta herido en un accidente automovilístico y queda en coma durante casi cinco años; cuando despierta, puede ver acontecimientos futuros. La mayor parte del libro tiene lugar en los años 70. Se ha sugerido que la historia podría estar basada en el supuesto «psíquico» Peter Hurkos, quien se lastimó la cabeza al caer de una escalera y, luego, afirmaba conocer cosas sobre las personas con solo tocarlas.
Asimismo, existe una película y una serie homónimas, que tratan las aventuras de Johnny Smith en el mismo marco que en el libro. La serie es mucho más extensa en las tramas, pero el hilo conductor gira en torno a las visiones y a lo que gira en torno a la visión catastrófica con el futuro congresista Greg Stillson.

## Argumento
El prólogo relata dos sucesos sin conexión alguna en las vidas de los dos personajes principales. En enero de 1953, en Maine, un niño llamado Johnny Smith recibe un golpe accidental a consecuencia del desequilibrio de un jugador de hockey, y se desmaya mientras patinaba sobre el hielo, continuo al juego de los mayores. Cuando recupera la conciencia, Chuck Spier, un chico mayor, lo ayuda a pararse y Johnny le dice entre balbuceos: «Hielo negro. No volveré a saltarlo». Chuck no le da importancia pero, unos meses después, recibió muy graves heridas cuando la batería de un auto estalló al tratar de cargarla. Johnny olvida este incidente con el paso del tiempo. Dos años después, un joven vendedor de Biblias llamado Greg Stillson, que estaba atravesando problemas emocionales, patea a un perro hasta matarlo fuera de una granja en Iowa. Mientras se aleja con su auto, Stillson sueña con grandes acontecimientos en su vida.
La historia en sí comienza en 1970. Ahora Johnny es profesor de literatura en una escuela secundaria y sale con otra profesora, Sarah Bracknell. Unos días antes de Halloween, Johnny lleva a Sarah a la feria del condado, pero Sarah se enferma luego de comer un perro caliente en mal estado. Mientras se están yendo, Johnny decide probar su suerte en el puesto de la Rueda de la Fortuna. Cuando Johnny gana una y otra vez, comienza a reunirse un pequeño grupo de gente a su alrededor. Después de ganar una cantidad considerable de dinero, Johnny lleva a Sarah a su casa y decide tomarse un taxi. Mientras regresa a su hogar, dos autos que estaban corriendo picadas chocan contra el taxi. El taxista muere en el accidente y Johnny vuela a través del parabrisas y pierde el conocimiento. Poco después, los padres de Johnny, Herb y Vera, reciben una llamada desde el hospital diciéndoles que Johnny ha entrado en coma. De aquí en más, Vera comienza a perder la cordura y se vuelve obsesiva con lo religioso.
Al día siguiente, Sarah conoce a los padres de Johnny en el hospital. La relación entre Sarah y los Smith comienza a crecer y se vuelven amigos. Sin embargo, luego de varios meses, Sarah decide que llegó el momento de seguir adelante y lo hace, aunque con reluctancia, permanece en contacto con los Smith. Con el tiempo, la obsesión de Vera se vuelve más y más fuerte, y los Smith gastan lentamente sus ahorros en el cuidado de Johnny.
En el pequeño pueblo de Castle Rock, Maine, un joven examina seriamente matar a alguien. Cuando era niño, su madre lo obligaba a usar un broche para la ropa en su pene si lo atrapaba masturbándose, y esto ha tenido un efecto espantoso en su mente. Finalmente, viola y asesina en forma brutal a una mesera del pueblo.
En un restaurante llamado «Cathy's» en Nuevo Hampshire, un vendedor de pararrayos intenta realizar una venta al dueño del lugar pero este se niega, convencido de que existen muy pocas posibilidades de que un rayo caiga sobre Cathy's.
Mientras tanto, Sarah se ha enamorado de Walt Hazlett, un joven recién graduado de leyes. Ella invita a los padres de Johnny a su boda y estos le envían sus mejores deseos. Su vida continúa aunque Johnny sigue estando presente en sus recuerdos.
Greg Stillson ahora es dueño de una compañía de seguros y bienes raíces en Ridgeway, Nuevo Hampshire. Su don como vendedor lo ayuda a adquirir un gran éxito, transformándose en un personaje muy influyente dentro de la comunidad. Esto lo lleva a considerar presentarse en las próximas elecciones para alcalde. Un maleante llamado Sonny Elliman se une a Stillson y, finalmente, se convierte en su consejero de seguridad y el encargado de realizar las tareas sucias.
Después de casi cinco años, Johnny sale de su coma y se horroriza al saber que es el año 1975. También queda consternado cuando se entera de que Sarah está casada y tiene un hijo. Mientras se recupera, pasa por una serie de tests y su caso llega a las noticias cuando se sabe acerca de su despertar del coma. En uno de los tests se descubre que tiene problemas para visualizar algunos objetos debido a que esos recuerdos estaban en la parte dañada de su cerebro, llamada su «zona muerta».
Discutiendo su caso con su neurólogo, el Dr. Sam Weizak, Johnny toma su mano y, de repente, entra en trance. Johnny tiene una visión de Polonia durante la invasión nazi. Cuando le pregunta a Weizak sobre su madre, él contesta que sus dos padres murieron en la Segunda Guerra Mundial. Johnny le pide a Sam que le muestre la foto de su madre que tiene en la billetera. Weizak se pone nervioso (Johnny no tenía manera de saber acerca de la foto) pero se la entrega. Johnny le dice al Dr. Weizak que su madre sobrevivió a la invasión y ocupación alemanas, que consiguió llegar a Suiza, que volvió a casarse y tuvo otros dos hijos, y que finalmente se estableció en Estados Unidos y vive en Carmel, California. Aunque todo esto resulta ser verdad, no reporta ningún beneficio a Weizak, quien razona que su madre no debería volver a pasar por el trauma emocional de revivir la pérdida de su esposo e hijo.
Durante su estadía en el hospital, Johnny tiene otras visiones psíquicas: predice que la cirugía ocular a la que van a someter al hijo de su enfermera será un éxito, y que la casa de su fisioterapeuta se está incendiando. Cuando ambas predicciones demuestran ser ciertas, se realiza una pequeña rueda de prensa. Durante la conferencia, Johnny recibe un collar que le entrega un periodista, y le pregunta si puede presentir algo. Johnny le contesta que el collar perteneció a su hermana quien acaba de morir de una sobredosis. El periodista comienza a llorar y se desmaya. Toda la nación centra su mirada en Johnny debido a su habilidad recién descubierta.
Vera, creyendo que Dios no quiere que tome su medicación para la presión alta, sufre un accidente cerebrovascular masivo después de ver a Johnny en las noticias. El Dr. Weizak conduce a Johnny a otro hospital para que visite a su madre. Poco antes de fallecer, ella le dice a Johnny que «Dios tiene planes para él». Sarah visita a Johnny en el hospital y discuten. Cuando ella se está yendo, Johnny la toca y le dice que el anillo de bodas que perdió en su luna de miel en Canadá en realidad está en una de sus valijas. Al llegar a su casa, Sarah encuentra el anillo y decide arrojarlo por el inodoro. Al poco tiempo, Johnny es dado de alta y se va a vivir con su padre.
Stillson, quien ahora es el alcalde de Ridgeway, sigue sufriendo sus problemas emocionales. Cuando un amigo le pide que «enderece» a su sobrino adolescente porque usa una camiseta obscena, termina prendiendo fuego a la camiseta y aterrando al joven con una botella rota, amenazándolo con matarlo si dice algo a cualquier persona.
Mientras vive con su padre, Johnny recibe constantemente cartas de personas que quieren que le predigan el futuro. Él las ignora y le ofrecen recuperar su trabajo como profesor. También rechaza un trabajo para un tabloide (The Inside View), y comienza a sufrir grandes migrañas.
En el tiempo en que pasó desde que Johnny salió del hospital, Greg Stillson decidió presentarse como candidato para la Cámara de Representantes, y comienza su campaña chantajeando a un comerciante local para que lo ayude a recaudar fondos.
Más adelante, Sarah visita a Johnny nuevamente, y le presenta a su hijo, Denny. Sarah deja a Denny durmiendo en el porche de la casa, y, con Herb ausente, tiene relaciones con Johnny en el granero de la familia. Ella le dice que tuvo razón respecto al anillo y, después de cenar con Johnny y Herb, regresa a su casa. Ambos comprenden que el encuentro fue único y que no volverá a ocurrir.
Días más tarde, Johnny recibe una copia del Inside View donde lo denuncian como fraude; sin embargo, esto le provoca alivio al creer que nuevamente podrá tener una vida normal. Su creencia es destrozada por el llamado del sheriff de Castle Rock, Maine. El sheriff, un hombre llamado George Bannerman, desea la ayuda de Johnny para resolver una serie de asesinatos que han ocurrido en Castle Rock. Pese a que inicialmente Johnny se niega, decide ayudar cuando ve que una niña de nueve años ha sido violada y asesinada. Johnny se encuentra con Bannerman y viajan a Castle Rock. Tras visitar dos de las escenas de los crímenes, su poder le dice que el asesino es Frank Dodd, uno de los policías de Bannerman. Johnny y Bannerman llegan a la casa de Frank y descubren que este se ha suicidado.
Johnny vuelve a ser noticia pero esta vez pierde su trabajo porque la escuela lo considera «demasiado polémico para ser efectivo como profesor». Johnny comienza a cuestionarse las últimas palabras de su madre.
Después de perder su puesto, Johnny toma un trabajo como tutor de un joven llamado Chuck Chatsworth, quien tiene un trastorno que afecta su lectura, y se hace amigo de su familia y de su jardinero vietnamita, Ngo Phat, quien está tratando de convertirse en ciudadano de los Estados Unidos. Durante su trabajo como tutor, Johnny comienza a interesarse en la política y a precuparse luego de ver un mitin de un excéntrico político de Nueva Hampshire llamado Greg Stillson. Más tarde, Johnny se encuentra con el candidato presidencial Jimmy Carter, y le da la mano. Johnny, tras otra premonición, le dice a Carter que va a ser presidente. Entonces Johnny comienza el hobby de encontrar a políticos para ver sus futuros (aunque todavía no puede sacarse de la cabeza a Stillson). Ngo le cuenta que él va a ver a Stillson en su clase de ciudadanía; en lugar de ver el partido de los Boston Red Sox tal como había planeado, Johnny acude al mitin de Stillson. Cuando Stillson camina entre la gente, saludándola, le da la mano a Johnny y este tiene un horrible visión: vea a Stillson como Presidente de los Estados Unidos en algún momento del futuro, tomando una decisión imprudente que provoca un conflicto nuclear mundial. Johnny se desmaya y es investigado por el jefe de policía local y por un agente del FBI llamado Edgar Lancte. Lancte sabe que el pasado de Stillson es turbio, y deja ir a Johnny. 
Pasa aún más tiempo y la salud de Johnny comienza a deteriorarse. Analiza cómo podría impedir la carrera política de Stillson y descubre que su padre va a casarse. En la boda, le formula una pregunta al padre de la novia, un anciano veterano de la Primera Guerra Mundial que perdió a su hijo en la segunda: «¿Si usted pudiera viajar en el tiempo a 1932 y matar a Hitler, lo haría?» El hombre responde que sí. Johnny tiene oportunidad de seguir realizando la misma pregunta a otra gente en otras ocasiones, recibiendo distintas respuestas. Finalmente resuelve que la única manera segura de evitar el futuro que ha visto es matando a Stillson.
Mientras Johnny sigue analizando si asesinar o no a Stillson, Chuck se gradúa de la escuela secundaria y planea ir a una gran fiesta en un restaurante llamado «Cathy's». Chuck, agradecido porque Johnny pudo ayudarlo a leer, abraza a Johnny durante la ceremonia y Johnny tiene otra visión. Le advierte a Chuck que no vaya a la fiesta porque en el lugar va a caer un rayo y va a incendiarse. Luego que Johnny, Chuck y el padre de Chuck descubren que «Cathy's» no tiene pararrayos, tratan de convencer a tantos estudiantes como les es posible de tener la fiesta en casa de los Chatsworth. La fiesta se desarrolla bien hasta que la radio anuncia que «Cathy's» fue golpeado por un rayo y se consumió por el fuego, matando a todos los que estaban dentro. Uno de los invitados acusa a Johnny de iniciar el incendio con su mente, «como la chica en Carrie». La acusación es rechazada rápidamente y las familias de los chicos que se salvaron le agradecen a Johnny. Llegado este punto, para evitar problemas, Johnny se va y se muda a Phoenix, Arizona para trabajar en el Departamento de Obras Públicas. Johnny recibe un cheque de Roger (el padre de Chuck), junto con cartas de Chuck y de su propio padre. Además, Johnny se entera de que el agente Lancte fue asesinado por un coche bomba.
Aunque no se sabe hasta el epílogo del libro, mientras está trabajando, Johnny sufre un infarto cerebral y se convence de ver al neurólogo que le recomendó el Dr. Weizak. Johnny descubre la razón de sus migrañas frecuentes y sus desmayos: un tumor cerebral que ha crecido en su zona muerta. El doctor le dice que, si quiere sobrevivir, tiene que ser operado, pero Johnny se niega porque no desea arriesgar su posibilidad de detener a Stillson (sobre todo, sabiendo que de todas formas no tiene mucho tiempo de vida). El cabello de Johnny se vuelve gris, pierde mucho peso y el tumor en el cerebro le causa una cojera. Empleando el dinero que le mandó Roger, compra un rifle y viaja a Salt Lake City por Amtrak, luego a Nueva York en un autobús Greyhound y finalmente llega a un pequeño pueblo de Nueva Hampshire. Después de parar en un bar para tomarse unos tragos con el cantinero, encuentra el Ayuntamiento el día anterior al mitin y finge ser un fotógrafo para buscar un lugar desde el cual poder efectuar el disparo. Luego, conoce a un aspirante a fotógrafo que le dice que desea tomar una fotografía famosa, «como la de Iwo Jima». Al día siguiente, Johnny encuentra una galería y se esconde allí con su rifle.
En el mitin, Greg Stillson comienza su discurso y Johnny decide que es ahora o nunca. Dispara a Stillson pero yerra varias veces. Los guardaespaldas abren fuego y, aunque lo hieren, no son heridas mortales. Johnny tiene a Stillson en la mira y está a punto de jalar del gatillo cuando Stillson toma a un niño y lo sostiene como escudo. Johnny duda, incapaz de disparar, y recibe dos disparos de los guardaespaldas, cayendo de la galería y rompiéndose las piernas y la columna. Mientras tanto, el joven fotógrafo a quien Johnny conoció más temprano, toma varias fotos de Stillson usando al pequeño como escudo, y sale corriendo. Cuando Johnny vuelve a tocar a Stillson, no ve ni siente nada, y sabe que el espantoso futuro que traería Stillson como presidente ya no sucederá. Sabiendo que ha evitado una guerra y salvado innumerables vidas, Johnny cierra los ojos y queda satisfecho.
El epílogo consiste en Sarah visitando a Johnny, intercalado con una serie de «transcripciones» de audiencias del Comité del Senado (presidido por el auténtico senador de Maine William Cohen) que investiga el intento de Johnny por asesinar a Stillson. Sarah tiene un breve momento de contacto psíquico con el espíritu de Johnny y se aleja satisfecha.

## Conexiones con otras obras de King
- La novela Carrie (la primera publicada por Stephen King) es mencionada en un momento dado.
- Randall Flagg, el famoso villano de Stephen King, es referenciado mediante el nombre de una calle («Flagg Street»).
- En su famosa obra «It», uno de los personajes compara los asesinatos de Castle Rock de esta obra con los que hace Eso.
- Cujo posee referencias específicas hacia La zona muerta. Ambos libros transcurren en Castle Rock. Bannerman vuelve a aparecer como sheriff. El nombre de Johnny es mencionado en varias ocasiones. Frank Dodd se ha convertido en el Coco de la ciudad. La madre de Dodd ha fallecido y la casa está abandonada. Aparentemente, el fantasma de Dodd persigue a Tad y, quizás, sea quien posee al perro, Cujo.
- David Bright, un periodista de Bangor que entrevista a Johnny Smith, aparece nuevamente en Los Tommyknockers, y la historia de Johnny es mencionada al pasar por el encargado de un bar mientras conversa con Ev Hillman en ese mismo libro.
- La novela tiene una conexión tangencial con la mitología establecida por La Torre Oscura: Frank Dodd es mencionado en la novela It, que está conectada a muchas de las novelas de La Torre Oscura. La habilidad telepática, similar al poder de Johnny, es un tema recurrente en los libros posteriores de la saga. Además, se menciona al pueblo ficticio de Jerusalem's Lot, que se conecta con el cuento Los misterios del gusano de la antología El umbral de la noche, El misterio de Salem's Lot y La Torre Oscura (por medio del Padre Callahan). Otro detalle es que el número que elige Johnny para ganar más de quinientos dólares en la Rueda de la Fortuna es el diecinueve, un número de importancia dentro de la saga de La Torre Oscura.
- Nigel, el robot que aparece en La Torre Oscura VII, estaba leyendo La zona muerta y le parecía «bastante buena».
- Tras graduarse de la escuela secundaria, Chuck Chatsworth asiste a Stovington Prep, la escuela preparatoria de la que Jack Torrance es despedido en la novela El resplandor.
- Cuando Johnny piensa acerca de su nuevo poder, él recuerda una canción: «This little light of mine I'm gonna let it shine» (Voy a dejar resplandecer a esta lucecita mía). La canción es real, pero aun así es una referencia al «resplandor».
- El periodista del Inside View que causa problemas a Johnny, Richard, es el personaje principal del cuento El aviador nocturno de la antología Pesadillas y alucinaciones.
- En la novela La Mitad Oscura, se mencionan vagamente los acontecimientos ocurridos en Castle Rock, y parte de la historia se desarrolla en dicha ciudad.
- En el cuento El camión del tío Otto, en Historias fantásticas, se menciona al padre de Frank Dodd.
- En la novela Corazones en Atlántida, Bobby Garfield gana dinero en una feria adivinando cartas gracias a un poder mental que le transmite parcialmente Ted Brautigan; una escena semejante a la de Johnny Smith en la ruleta de la feria.
- En el libro El juego de Gerald llega un momento donde se lee: «Jessie abrió los ojos y pudo ver que no era ningún pasillo fantasmal de La zona muerta».
- En el libro La cúpula  en cierto momento llaman una parte de la carretera 119 «la zona muerta». Haciendo referencia a este mismo.
- Cuando Johnny está a punto de disparar y se pone el fusil en el hombro dice que no pesa que es como si «flotara», esto hace referencia a It (aunque esta información hay que cogerla con pinzas, ya que la historia del payaso asesino no se publicó hasta el 86, por lo que solo puede ser una coincidencia)

## Adaptaciones

### Película
- La zona muerta - En 1983, la novela fue adaptada por el guionista Jeffrey Boam. La película homónima fue dirigida por David Cronenberg y protagonizada por Christopher Walken como Johnny y Martin Sheen como Greg Stillson. Pese al cambio de varios detalles, la película logra conservar el tono sombrío de la novela, mostrando cómo el poder de Johnny lo obliga a volverse cada vez más retraído.

### Serie de televisión
- La zona muerta - Protagonizada por Anthony Michael Hall como Johnny, Nicole de Boer como Sarah y Sean Patrick Flanery como un Greg Stillson más joven, engreído y mujeriego que en la novela. La serie de televisión fue emitida por USA Network a fines de 2002. En esta versión, Johnny y Sarah también tienen un hijo que nació mientras Johnny estaba en coma, mientras que en el libro Johnny y Sarah jamás tuvieron relaciones antes de su accidente (solo se besaron).

### Telenovela
Telenovela brasileña que retoma el tema central de zona muerta.

### Música
One of a Kind (2009), primer disco de la banda italiana de heavy metal Killing Touch, toma la idea central del libro para reflejarlo en la historia central del álbum.